# Saltos ornamentais no Campeonato Mundial de Esportes Aquáticos de 2011 - Trampolim 3 m individual masculino
A prova de trampolim 3 m individual masculino dos saltos ornamentais no Campeonato Mundial de Esportes Aquáticos de 2011 foi realizada entre os dias 21 de julho e 22 de julho no Shanghai Oriental Sports Center em Xangai.

## Calendário
| Fase       | Data        |
| ---------- | ----------- |
| Preliminar | 21 de julho |
| Semifinal  | 21 de julho |
| Final      | 22 de julho |

## Medalhistas
| Ouro           | Prata               | Bronze                 |
| He Chong (CHN) | Ilya Zakharov (RUS) | Evgeny Kuznetsov (RUS) |

## Resultados
52 saltadores participaram da prova. Para a semifinal classificaram-se 18 atletas dos quais 12 avançaram para a final.
| Pos.              | Saltador              | Nacionalidade  | Preliminar | Preliminar | Semifinal | Semifinal | Final  | Final |
| Pos.              | Saltador              | Nacionalidade  | Pontos     | Pos.       | Pontos    | Pos.      | Pontos | Pos.  |
| ----------------- | --------------------- | -------------- | ---------- | ---------- | --------- | --------- | ------ | ----- |
| Medalha de ouro   | He Chong              | China          | 500.40     | 2          | 523.50    | 1         | 554.30 | 1     |
| Medalha de prata  | Ilya Zakharov         | Rússia         | 485.15     | 3          | 470.50    | 3         | 508.95 | 2     |
| Medalha de bronze | Evgeny Kuznetsov      | Rússia         | 442.50     | 6          | 447.65    | 7         | 493.55 | 3     |
| 4                 | Qin Kai               | China          | 504.75     | 1          | 523.25    | 2         | 481.90 | 4     |
| 5                 | Troy Dumais           | Estados Unidos | 434.95     | 9          | 466.80    | 5         | 479.45 | 5     |
| 6                 | Yahel Castillo        | México         | 455.60     | 4          | 445.15    | 9         | 464.10 | 6     |
| 7                 | Matthieu Rosset       | França         | 433.00     | 10         | 445.25    | 8         | 455.45 | 7     |
| 8                 | Jack Laugher          | Reino Unido    | 405.05     | 18         | 436.60    | 11        | 453.50 | 8     |
| 9                 | Javier Illana García  | Espanha        | 427.95     | 11         | 435.50    | 12        | 429.00 | 9     |
| 10                | Julián Sánchez        | México         | 435.25     | 8          | 467.15    | 4         | 408.60 | 10    |
| 11                | Bryan Nickson         | Malásia        | 426.75     | 12         | 442.70    | 10        | 404.90 | 11    |
| 12                | Oleksiy Pryhorov      | Ucrânia        | 408.35     | 17         | 448.25    | 6         | 399.30 | 12    |
| 13                | Sho Sakai             | Japão          | 438.15     | 7          | 430.85    | 13        |        |       |
| 14                | Ken Terauchi          | Japão          | 444.75     | 5          | 426.70    | 14        |        |       |
| 15                | Patrick Hausding      | Alemanha       | 422.30     | 14         | 408.70    | 15        |        |       |
| 16                | Stephan Feck          | Alemanha       | 419.95     | 15         | 405.90    | 16        |        |       |
| 17                | Dmytro Mezhenskyi     | Ucrânia        | 415.90     | 16         | 396.20    | 17        |        |       |
| 18                | Sebastián Villa       | Colômbia       | 425.30     | 13         | 375.80    | 18        |        |       |
| 19                | Constantin Blaha      | Áustria        | 392.90     | 19         |           |           |        |       |
| 20                | Tommaso Marconi       | Itália         | 391.05     | 20         |           |           |        |       |
| 21                | Alexandros Manos      | Grécia         | 390.75     | 21         |           |           |        |       |
| 22                | Reuben Ross           | Canadá         | 388.15     | 22         |           |           |        |       |
| 23                | César Castro          | Brasil         | 388.05     | 23         |           |           |        |       |
| 24                | Eirik Valheim         | Noruega        | 387.70     | 24         |           |           |        |       |
| 25                | Yeoh Ken Nee          | Malásia        | 385.80     | 25         |           |           |        |       |
| 26                | Michele Benedetti     | Itália         | 384.60     | 26         |           |           |        |       |
| 27                | Grant Nel             | Austrália      | 383.95     | 27         |           |           |        |       |
| 28                | Stefanos Paparounas   | Grécia         | 379.20     | 28         |           |           |        |       |
| 29                | François Imbeau-Dulac | Canadá         | 376.40     | 29         |           |           |        |       |
| 30                | Chris Mears           | Reino Unido    | 371.10     | 30         |           |           |        |       |
| 31                | Kristian Ipsen        | Estados Unidos | 370.60     | 31         |           |           |        |       |
| 32                | Jorge Luis Pupo       | Cuba           | 367.10     | 32         |           |           |        |       |
| 33                | Ville Vahtola         | Finlândia      | 364.80     | 33         |           |           |        |       |
| 34                | Espen Valheim         | Noruega        | 363.05     | 34         |           |           |        |       |
| 35                | Andrzej Rzeszutek     | Polónia        | 359.75     | 35         |           |           |        |       |
| 36                | Chola Chanturia       | Geórgia        | 356.45     | 36         |           |           |        |       |
| 37                | Yorick de Bruijn      | Países Baixos  | 355.25     | 37         |           |           |        |       |
| 38                | Damien Cely           | França         | 354.70     | 38         |           |           |        |       |
| 39                | Edickson Contreras    | Venezuela      | 342.10     | 39         |           |           |        |       |
| 40                | Jonathan Joernfalk    | Suécia         | 339.45     | 40         |           |           |        |       |
| 41                | Ramon de Meijer       | Países Baixos  | 335.55     | 41         |           |           |        |       |
| 42                | Alexander Andresen    | Suécia         | 328.85     | 42         |           |           |        |       |
| 43                | René Hernández        | Cuba           | 327.90     | 43         |           |           |        |       |
| 44                | Shota Korakhashvili   | Geórgia        | 313.50     | 44         |           |           |        |       |
| 45                | Diego Carquin         | Chile          | 312.90     | 45         |           |           |        |       |
| 46                | Ignas Barkauskas      | Lituânia       | 304.15     | 46         |           |           |        |       |
| 47                | Sergej Baziuk         | Lituânia       | 301.20     | 47         |           |           |        |       |
| 48                | Andrea Aloisio        | Suíça          | 300.10     | 48         |           |           |        |       |
| 49                | Dmitriy Sorokin       | Azerbaijão     | 272.10     | 49         |           |           |        |       |
| 50                | Jason Poon            | Hong Kong      | 270.05     | 50         |           |           |        |       |
| 51                | Rashid Al-Harbi       | Kuwait         | 250.35     | 51         |           |           |        |       |
| 52                | Farid Gurbanov        | Azerbaijão     | 231.50     | 52         |           |           |        |       |